# Lawrence B. Jones
Lawrence Billy Jones III (nacido el 10 de diciembre de 1992) es un comentarista político libertario estadounidense, colaborador de Fox News, locutor de radio y autor. Saltó a la fama en 2015 por recaudar dinero para una pizzería que se negó a atender una boda gay. Es el presentador de Lawrence Jones Cross Country en Fox News.

## Primeros años
Jones fue criado por su madre, Tameria y su padre, Lawrence Jones II. Jones ha declarado que se desempeñó como "alcalde juvenil" de Garland, Texas en 2009. Se graduó de la escuela preparatoria de Garland en 2011. A partir de entonces, Jones estudió ciencias políticas y justicia penal en la Universidad del Norte de Texas.

## Carrera
Jones fue contratado como defensor de los estudiantes en el Distrito Escolar Independiente de Garland, convirtiéndose en su empleado más joven. Cuando tenía 19 años, se postuló para un puesto en la junta escolar de este distrito, pero perdió las elecciones. Sirvió dos años como miembro de la junta de Bienestar Infantil del Condado de Dallas. En 2016, Jones estaba en la Junta de Parques y Recreación de Garland. En 2013, FreedomWorks lo nombró Activista del Año. Ese año, Project Veritas, una organización conservadora fundada por James O'Keefe que es conocida por publicar videos grabados en secreto, con el fin de exponer acusaciones de fraude entre proveedores que inscribieron a personas en el mercado de atención médica y la Ley del Cuidado de Salud a Bajo Precio.
En abril de 2015, Jones creó una recaudación de fondos para Memories Pizza, una pizzería en Indiana que cerró después de recibir una reacción violenta cuando sus propietarios dijeron que se negarían a atender una boda gay si se les pedía. La recaudación de fondos recaudó $844 000 para la familia, y que se utilizó en parte para las facturas y en parte se donó a la caridad y la iglesia del propietario.
Presenta The Lawrence Jones Show en TheBlaze Radio Network. Anteriormente fue colaborador del programa de televisión conservador Dana, presentado por Dana Loesch en Blaze Media.
En febrero de 2018, Jones se convirtió en editor en jefe del sitio web conservador Campus Reform.
En octubre de 2019, Jones se mudó a la ciudad de Nueva York después de que se anunciara que había sido ascendido a presentador sustituto regular y coanfitrión en Fox News.
En 2022, comenzó acomodando presentador de Lawrence Jones Cross Country en Fox News, en el antiguo horario de Justicia con la jueza Jeanine.
Jones se considera libertario.

## Controversias
En abril de 2019, Jones usó un pequeño chaleco antibalas durante un segmento de Fox News en la frontera entre Estados Unidos y México en Laredo, Texas. Posteriormente fue objeto de burlas en línea, y varios periodistas que habitualmente cubren la región fronteriza dijeron que nunca habían usado equipo de protección en el curso de la cobertura. En su siguiente aparición en Fox News, Jones usó un chaleco más grande y dijo que la Patrulla Fronteriza de EE. UU. le había dicho que usara un chaleco antibalas por su seguridad.
En mayo de 2018, afirmó en Fox News que, debido a que la personalidad de ESPN Jemele Hill estaba desempleada, no merecía un premio de periodismo de la Asociación Nacional de Periodistas Negros, y que la ANPN buscaba "aplaudir el desempleo".